# Thomas Forch
Thomas Forch (...) è un ex bobbista tedesco.

## Biografia
Viene ricordato come vincitore di una medaglia di bronzo nella sua disciplina, vittoria avvenuta ai campionati mondiali del 1983 (edizione tenutasi a Lake Placid, Stati Uniti d'America) insieme ai suoi connazionali Detlef Richter, Henry Gerlach e Dietmar Jerke
Nell'edizione l'argento andò all'altra nazionale tedesca e l'oro alla svizzera.